# Cost Per Impression
Cost Per Impression (giá cho mỗi lần treo ad), hay còn được viết tắt thành CPI, đây là một câu thường dành cho quảng cáo trực tuyến hoặc các tiếp thị liên quan tới lưu lượng web. Nó được dùng để đo lường tính hiệu quả và giá cả của các chiến dịch tiếp thị điện tử. Kỹ thuật này đã được áp dụng cho các web banner, text link, e-mai spam, và các email quảng cáo hợp lệ, mặc dù các email quảng cáo dần có xu hướng theo dạng quảng cáo Cost Per Action (CPA).

## Trả cho mỗi nghìn
Còn được hiểu là Cost Per Thousand hay CPM, tức là trả cho mỗi nghìn (M ở đây là hàng nghìn trong chữ latin), khi nó được sử dụng cho quảng cáo, nó có liên quan tới việc trả cho mỗi nghìn quảng cáo ấn tượng được tính.